# Трагониси (Эгина)
Трагони́си (греч. Τραγονήσι), или Трагос (греч. Τράγος) — необитаемый остров в архипелаге Саронические острова. Находится в северной части залива Сароникос к востоку к северо-западу от острова Эгина. Входит в острова Диапории. Административно принадлежит к общине (диму) Эгина.